# Рижих Віктор Іванович
Віктор Іванович Рижих (27 липня 1933, Омськ — 13 грудня 2021) — український художник. Член Національної спілки художників України (1961). Заслужений художник УРСР (1980), народний художник України (2004). Дійсний член (академік) Національної академії мистецтв України (2006).

## Біографія
Віктор Іванович Рижих народився 29 липня 1933 року в м. Омськ (Росія). У 1958 році закінчив Київський державний художній інститут (майстерня історичного живопису К. Трохименка).
У 1986–1989 роках обіймав посаду заступника голови Київської організації Спілки художників України.
У 2001–2006 роках — член-кореспондент Національної академії мистецтв України, з 2007 року — дійсний член (академік).

## Творчість
Найбільш відомі твори: «Хокей» (1966), «Реліквії Бреста» (1968), «Інтерклуб» (1970), «Пошук» (1972), «Портрет Галини Неледви» (1972), «Венеція. Канал Гранде» (1974), «Херсонес», «Музика», «Портрет Наталії Нестерової», «Гості Києва» (1975), «Портрет Роберта Богдасарова» (1977), «Удвох» (1978), «Київський футбол» (1979), «На Черкащині» (1980), «На Капітолії» (1990), «Рим Цезаря», «Античне Причорномор'я» (1982), «Аеропорт» (1983), «Кібернетики», «Ранок в Арлі» (1985), «Художник та модель. XX сторіччя» (1989), «Конкістадор», «Охоронець Сени», «Сванетія» (1993), «Римський мотив» (1996), «Париж» (1998), «Жирона» (1997), «На Подолі. Самсон» (1999), «Античний діалог», «Венеція» (2000), «Портрет Костянтина Степанкова», «Портрет кібернетика Валерія Олександрова» (2001); серія натюрмортів (2001—2004) та ін.
Учасник вітчизняних і міжнародних художніх виставок: в Києві (1980, 1993, 1997, 2002, 2003), Москві (1982), Грузії (1983,1984), Чикаго (1992), Іспанії (1996).
Твори В. Рижих зберігаються у Національному художньому музеї України, Зібранні (колекції) образотворчого мистецтва Градобанку, Третьяковській галереї (Москва), Запорізькому, Миколаївському, Сумському, Луганському, Харківському художніх музеях, Державному музеї мистецтв Грузії, Музеї Людвіга (Кельн, Німеччина), приватних колекціях.

## Нагороди
- медаль «У пам'ять 1500-річчя Києва»
- медаль Спілки художників Росії